# Carl L. Kirmse
Carl Ludwig Kirmse (* 4. Mai 1888 in Frankfurt am Main; † 14. April 1982 in Ramsau bei Berchtesgaden) war ein deutscher Filmarchitekt mit vier Jahrzehnten Schaffensperiode.

## Leben und Wirken
Kirmse hatte an der Universität seiner Heimatstadt Frankfurt Architektur und Kunstgeschichte studiert. An einer Frankfurter Kunstschule, in Darmstadt und am Polytechnikum Zürich ließ er sich fortbilden. In der Folgezeit arbeitete Kirmse zunächst als Architekt im Hochbau und als Innenarchitekt. In diesem Bereich sorgte er für die Ausgestaltung von Villen, Hotels und Überseeschiffen. 
Nach seinem Kriegsdienst stieß Kirmse 1919 zur Produktionsfirma Decla, arbeitete anschließend unter anderem für die Terra und die UFA. Kirmse war bis Ausbruch des Zweiten Weltkriegs einer der bestbeschäftigten Filmarchitekten Deutschlands, er entwarf sowohl die Szenenbilder für Melodramen und Abenteuergeschichten als auch für musikalische Komödien und Kriminalstoffe. Dabei handelte es sich bis Mitte der 30er Jahre vorwiegend um wenig anspruchsvolle, zweitrangige Filmproduktionen. Mit Kurt Bernhardts Romanverfilmung Die Waise von Lowood und Asta Nielsens Dirnentragödie war Carl Kirmse in jenen Jahren auch an zwei ambitionierten Produktionen beteiligt. Ab 1934 stattete Kirmse auch regelmäßig Heimatfilme aus, ein Genre, auf das er sich in den 50er Jahren spezialisierte, als er die Kulissen von sämtlichen Werken dieser Gattung des Münchner Filmproduzenten und Ganghofer-Spezialisten Peter Ostermayr entwarf. 1959 zog sich Kirmse 71-jährig vom Film zurück.

## Filmografie
- 1919: Der falsche Schein
- 1919: Phantome des Lebens
- 1919: Der Herr der Liebe
- 1919: Das ewige Rätsel
- 1919: Die Insel der Glücklichen
- 1920: Der Abgrund der Seelen
- 1920: Der langsame Tod
- 1920: Der Liebes-Korridor
- 1921: Der Liebling der Frauen
- 1921: Landstraße und Großstadt
- 1921: Perlen bedeuten Tränen
- 1922: Der böse Geist Lumpaci Vagabundus
- 1922: Das schöne Mädel
- 1923: Die Magyarenfürstin
- 1923: Die suchende Seele
- 1923: Der Narr und die Anderen
- 1924: Die Liebesbriefe einer Verlassenen
- 1924: Höhenfieber
- 1925: Finale der Liebe
- 1925: Der Mann seiner Frau
- 1925: Schicksal
- 1925: Die Zirkusprinzessin
- 1926: Harry Hill auf Welle 1000
- 1926: Die Waise von Lowood
- 1926: Der falsche Erzherzog
- 1927: Der Weltkrieg, zwei Teile
- 1927: Dirnentragödie
- 1927: Kleinstadtsünder
- 1927: Höhere Töchter
- 1928: Saxophon-Susi
- 1928: Der erste Kuß
- 1928: Der Hafenbaron
- 1928: Dornenweg einer Fürstin
- 1928: Was ist los mit Nanette?
- 1929: Im Taumel einer großen Liebe
- 1930: Lohnbuchhalter Kremke
- 1931: Mitternachtsliebe
- 1932: Welle 4711
- 1933: Das lustige Kleeblatt
- 1933: Liebe und Zahnweh
- 1934: Die Medaille
- 1934: Schloß Hubertus
- 1934: Zwei Genies
- 1935: Dreimal Ehe
- 1935: April, April!
- 1935: Unter vier Augen
- 1935: Das Mädchen vom Moorhof
- 1935: Der Klosterjäger
- 1936: Heißes Blut
- 1936: Früh übt sich
- 1936: Le cœur dispose
- 1936: Rosen und Liebe
- 1937: Bluff
- 1937: Die Holzauktion
- 1937: Das Quartett
- 1937: Gewitterflug zu Claudia
- 1937: Bobby
- 1938: Das Mädchen von gestern Nacht
- 1938: Nordlicht
- 1938: Das Verlegenheitskind
- 1939: Sensationsprozeß Casilla
- 1939: Brand im Ozean
- 1939: Zwielicht
- 1940: Wie konntest Du, Veronika!
- 1940: Der laufende Berg
- 1940: Frieder und Catherlieschen
- 1941: Das tapfere Schneiderlein
- 1941: Clarissa
- 1941: Heimaterde
- 1942: Der Ochsenkrieg
- 1943: Der Majoratsherr
- 1944: Der stumme Gast
- 1948: Lang ist der Weg
- 1949: Artistenblut
- 1949: Mordprozess Dr. Jordan
- 1950: Der Geigenmacher von Mittenwald
- 1951: Die Alm an der Grenze
- 1951: Die Martinsklause
- 1952: Die schöne Tölzerin
- 1952: Wenn abends die Heide träumt
- 1953: Der Klosterjäger
- 1953: Ehestreik
- 1954: Schloß Hubertus
- 1955: Das Schweigen im Walde
- 1956: Die Geierwally
- 1956: Der Jäger von Fall
- 1957: Der Edelweißkönig
- 1959: Der Schäfer vom Trutzberg
- 1959: Ein Sommer, den man nie vergißt